# Nymphargus grandisonae
La rana de cristal sarampiona (Nymphargus grandisonae) es una especie  de anfibio anuro de la familia Centrolenidae.
Se distribuye por las laderas andinas de Colombia y Ecuador. 